# WC-135核侦察机
波音WC-135“長存不死鳥”（Constant Phoenix）是美国空军一种从波音C-135发展而来的特殊任务飞机，它的任务是根据从大气中收集的样本来探测核爆炸。它也被参与计划的人员非正式地称为“天气鸟”或“嗅探者”。

## 服役历史

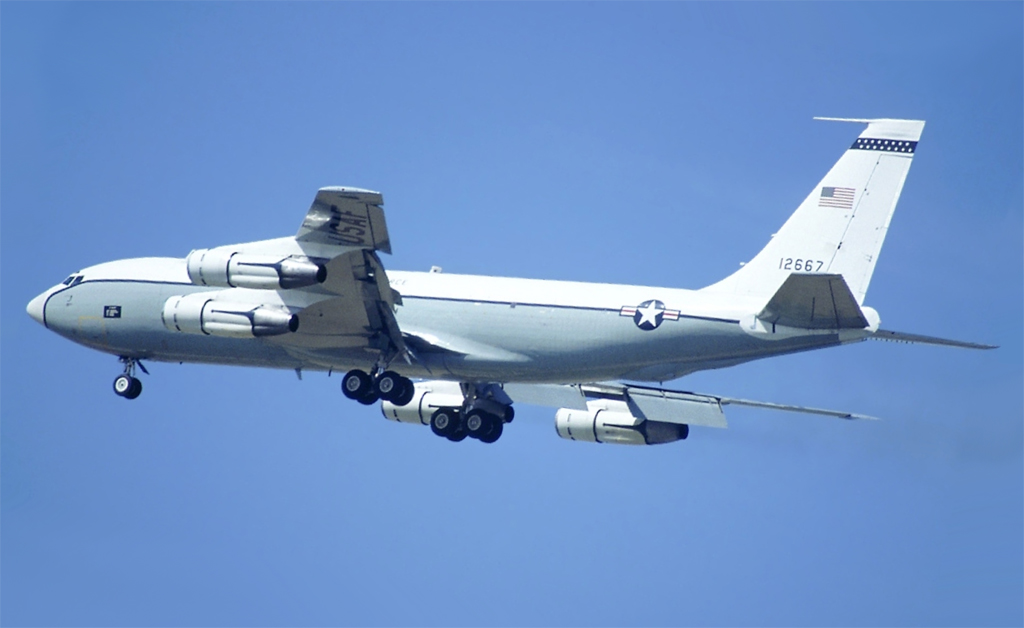
波音WC-135特写

WC-135在1965年入役，代替波音WB-50进行气象侦查和空气样本分析任务。 最初的10架飞机从C-135B运输机改装而来，服役于位于加利福尼亚州麦克莱伦空军基地的第55气象侦查中队，分遣队分布于全世界各地。在服役历史中，此型飞机也会偶尔客串其它角色；在1980年代后期和1990年代初期，部分飞机被暂时分配到位于米尔登霍尔皇家空军基地的第10空中指挥与控制中队，用于训练EC-135H的机组 ，同时还有一部分被用在人员运输上。
大部分本型号飞机在1990年代初期被封存，但有3架被保留下来进行进一步改装。序列号为61-2666的WC-135被改装为NC-135，用作测试RC-135机载装备的平台。序列号为61-2667的WC-135被升级为WC-135W，项目被命名为“長存不死鳥”（Constant Phoenix），并在内布拉斯加州奥佛特空军基地中的第45侦查中队里服役。序列号为61-2667的WC-135被改装为OC-135B开放天空（Open Skies）侦察机，并在1993年重新入役，最后于1997年被另两架飞机代替并被封存。
1998年，一架序列号为62-3582的EC-135C被改造成WC-135C，也属于“長存不死鳥”项目。

## 任务
WC-135C和WC-135W“長存不死鳥”从大气中收集与核爆相关的颗粒物及气体，为实施部分禁止核试验条约提供情报支持。

## 功能
“長存不死鳥”的修改主要涉及飞机上的大气收集设备，允许任务组员实时侦测放射性碎片云。尽管名称不同，WC-135C和WC-135W携带的是同样的设备。
机上共有33人，包括飞行人员、维护人员和来自空军技术应用中心的设备操作者。在执行任务时，机组人员被减少为只有飞行员、导航员及设备操作人员，以避免不必要的人员暴露在辐射之下。

### 船帆座事件
1979年，核侦查卫星“船帆座”在南大西洋探测到核爆炸特有的“双闪”，随后WC-135B飞行了25架次希望确认“双闪”事件是否是一次核试验。 然而，此次事件最后并没有得到明确的结果。

### 巴基斯坦和印度
WC-135在1998年收集了巴基斯坦和印度的核试验信息。

### 朝鲜
2006年10月6日，日本共同社报道，配备核试验检测设备的美军飞机从日本南部起飞。这被认为是美国准备监控朝鲜核试验的行动之一部分。
2006年10月9日，朝鲜官方朝鲜中央通讯社宣布朝鲜已成功地进行了地下核试验。
2006年10月13日，CNN报道：“星期二，美国空军派出WC-135大气收集飞机收集空气样本。据美国情报高层人士透露，对来自朝鲜的空气样本初步分析显示‘放射性碎片与朝鲜核试验的事实一致’。来自国家情报总监约翰·内格罗蓬特办公室的声明已经发给了国会山，但是没有公开。CNN从国会内部得到了这份声明。国家情报办公室的声明说，空气样本于星期三收集，分析发现空气中的碎片成分符合星期一在‘丰溪里附近’的核试验。韩国国防部告诉CNN，美国已通知它检测到了放射性。”这架来自于奥福特空军基地的飞机被派到冲绳嘉手纳空军基地执行采样任务。
2009年6月17日，韩国中央日报报道，针对朝鲜5月25日的核试验：“美国空军两次派出来自冲绳嘉手纳空军基地的WC-135收集空气样本。”
2010年11月23日，产经新闻报道，一架WC-135已经在2010年9月被转移到嘉手纳空军基地，已应对朝鲜可能进行的核试验。
2013年1月31日，据报道嘉手纳基地的WC-135W针对朝鲜潜在的核试验开展监视飞行。
2016年1月6日，美国空军确认将部署WC-135至朝鲜附近检测辐射情况，以检验朝鲜所宣称成功进行的氢弹试验是否属实。
2016年9月8日，据报道，在韩国官员证实朝鲜进行第五次核试验之后，WC-135将很快开始在朝鲜半岛的监视飞行。
2017年4月12日，在朝鲜进行导弹测试造成地区局势紧张之后，WC-135被部署到了冲绳。
2017年5月19日，两架中国苏-30在东海拦截了一架WC-135，五角大楼提出了正式抗议。

### 日本
2011年3月17日，CNN报道WC-135W已经部署到阿拉斯加州埃尔森空军基地，检测日本附近大气中由福岛第一核电厂事故所释放出的放射性物质。

### 欧洲
1986年，WC-135C被部署到欧洲，监测切尔诺贝利核事故造成的影响。
2017年2月17日，据报道WC-135C部署到了米尔登霍尔皇家空军基地。据推测，这是为了回应挪威-俄罗斯边界碘-131浓度异常的报告。截至2017年4月10日,没有找到引起的碘-131异常的原因。

## 使用者
美国
美国空军 – 美国空军空战司令部
- 第55飞行聯队（英语：55th Wing） – 奥福特空军基地（英语：Offutt Air Force Base）, 内布拉斯加州

第45侦察中队

## 性能
基本资料
- 人员： 根据任务不同而不同
- 全长： 42.6米
- 翼展： 39.9米
- 高度： 12.8米
- 最大起飞重量： 136,300千克
- 动力： 4 x 普拉特惠特尼TF33-P-5 (WC-135W)；4 x 普拉特惠特尼TF33-P-9 (WC-135C)

性能
- 极速： 350节(648千米/小时)
- 航程： 4,000海里(6,437千米)
- 实用升限： 40,000英尺(12,200米)
- 翼载： 603千克/平方米
- 推重比： 0.21